# 小行星5578
小行星5578（英語：5578 Takakura）是一颗围绕太阳公转的小行星。1987年1月28日，新島恒男、浦田武在尾島町发现了此天体。
这颗小行星的绝对星等为184.7761668104883等。